# Cheerios
Cheerios er et amerikansk morgenmadsprodukt af pulveriseret havre, der bliver fremstillet af General Mills. Det er formet i en ring. I nogle lande som Storbritannien og Danmark bliver det markedsført af Cereal Partners under Nestlé-varemærket. I Australien og New Zealand sælges det mærket Uncle Toby's.
Det blev introduceret i 1941, hvor det blev kaldt CheeriOats. Navnet blev forkortet til "Cheerios" d. 2. december 1945 efter en konkurrent, Quaker Oats, påstod at have rettighederne til navnet "oats".
I dag fremstilles det med forskellig smag og udseende: frugt, chokolade, Honey Nut Cheerios og fuldkorn.